# Охтирський завод сільськогосподарського машинобудування
Охтирський завод сільськогосподарського машинобудування —  підприємство сільськогосподарського машинобудування.

## Історія
Підприємство було створене в ході індустріалізація СРСР й введене до експлуатації 30 листопадая 1932 року під назвою Охтирський труболиварний завод нородного комісаріату важної промисловості СРСР.
В ході бойових дій Другої світової війни і в період німецької окупації міста підприємство зазнало руйнувань, але в подальшому було відновлене й знову поставлене до ладу.
В 1961 році завод був перепрофільований на виготовлення сільськогосподарських машин, переданий під управління міністерства тракторного й сільськогосподарського машинобудування СРСР й отримав назву - Охтирський завод сільськогосподарського машинобудування.
Після створення восени 1973 року міністерства машинобудування для тваринництва і кормовиробництва СРСР 4 грудня 1973 року завод був переданий до його управління.
У радянські часи завод був одним з провідних підприємств міста.

### Після відновлення незалежності
В травні 1995 року Кабінет Міністрів України включив завод до переліку підприємств, які підлягають приватизації протягом 1995 року і в 1996 році державне підприємство було перетворене на відкрите акціонерне товариство.
Економічна криза, яка розпочалася в 2008 році ускладнила становище підприємства, на початок 2011 року у відношенні заводу було розпочато процедуру банкрутства.
В січні 2012 року господарський суд Сумської області зупинив санацію й ухвалив рішення щодо ліквідації підприємства. 20 квітня 2012 року працівники заводу були звільнені, після чого підприємство зупинилося.